# Mauricio Méndez
Pour les articles homonymes, voir Méndez.
Méndez  Cruz est un nom espagnol. Le premier nom de famille, en général paternel, est Méndez ; le second, en général maternel, souvent omis, est Cruz.
Mauricio Méndez Cruz, né le 20 octobre 1995 est un triathlète professionnel mexicain, champion du monde de Xterra Triathlon en 2016.

## Biographie

### Jeunesse
Mauricio Méndez pratique le sport en famille dès l'âge de cinq ans, il s'est vraiment mis à courir cinq années plus tard, où à partir de là chaque compétition est devenu plus sérieux. Il choisit le triathlon comme sport principal, le considérant comme un mode de vie à part entière l'aidant à s'épanouir personnellement. En tant que Juniors, il remporta le championnat du Mexique en triathlon et en duathlon, c'est en 2012 qu'il effectua son premier Xterra pour se découvrir très motivé dans le cross triathlon.

### Carrière en triathlon
En 2016, Mauricio Méndez pour sa troisième participation au championnat du monde de Xterra Triathlon (5e en 2014 et 4e en 2015), crée une belle surprise en remportant à 21 ans son premier titre international devant les champions en titres et passés Josiah Middaugh et Rubén Ruzafa. Celui que la presse spécialisée a souvent considéré comme un jeune prodige dans ce sport est entrainé par la double championne et médaillée d'argent de l'édition Lesley Paterson. Le jeune triathlète, après avoir remporté trois épreuves sur le circuit Xterra et un Ironman 70.3 trois semaines avant l'épreuve, a fait jeu égal avec les hommes d'expérience de la compétition et a su s'imposer dans les deux derniers kilomètres de la course à pied en dépassant le favori de l'épreuve, l'Espagnol Rubén Ruzafa. Sortie de l'eau à quelques secondes du champion espagnol, il perd du temps sur la partie VTT, l'écart s'agrandissant à près de deux minutes trente secondes. Sans faiblir, il court sur un rythme soutenu qui lui permet de prendre la tête de course et de remporter son premier titre mondial.
Il remporte au mois de novembre quelques semaines après son titre en cross triathlon, l'Ironman 70.3 Los Cabos dans son pays d'origine en surprenant de nouveau des spécialistes de la distance comme l’Américain Matt Chrabot.

## Palmarès
Le tableau présente les résultats les plus significatifs (podium) obtenus sur le circuit international de triathlon depuis 2015,.
| Année | Compétition                        | Pays        | Position           | Temps           |
| ----- | ---------------------------------- | ----------- | ------------------ | --------------- |
| 2018  | Ironman 70.3 Philippines           | Philippines | Médaille d'or      | 3 h 46 min 45 s |
| 2018  | Xterra Beaver Creek                | États-Unis  | Médaille d'or      | 2 h 7 min 35 s  |
| 2017  | Ironman 70.3 Texas                 | États-Unis  | Médaille d'or      | 3 h 45 min 35 s |
| 2016  | Ironman 70.3 Los Cabos             | Mexique     | Médaille d'or      | 3 h 52 min 17 s |
| 2016  | Championnat du monde Xterra - Maui | États-Unis  | Médaille d'or      | 2 h 49 min 39 s |
| 2016  | Xterra Suède                       | Suède       | Médaille d'or      | 2 h 19 min 26 s |
| 2016  | Xterra Danemark                    | Danemark    | Médaille d'or      | 2 h 56 min 13 s |
| 2016  | Xterra Italie                      | Italie      | Médaille d'or      | 2 h 49 min 37 s |
| 2016  | Ironman 70.3 Cozumel               | Mexique     | Médaille d'or      | 3 h 43 min 43 s |
| 2016  | Xterra Pologne                     | Pologne     | Médaille d'argent  | 2 h 38 min 9 s  |
| 2015  | Xterra Philippines                 | Philippines | Médaille d'argent  | 2 h 28 min 58 s |
| 2015  | Ironman 70.3 Monterrey             | Mexique     | Médaille de bronze | 3 h 46 min 15 s |